# Усы

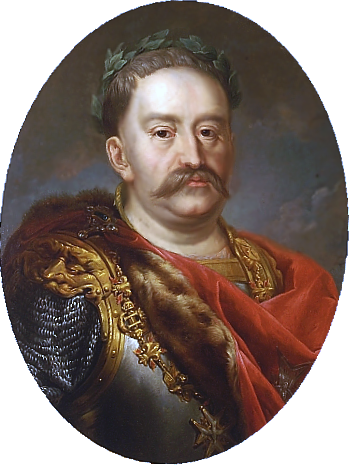
Король польский и великий князь литовский Ян III Собеский (XVII век)

Усы́ — волосы или волоски, растущие у человека (у мужчины, реже — у женщины, что бывает связано с гормональными отклонениями в организме) под носом (на верхней губе). У млекопитающих (типа грызунов, кошек) жёсткие осязательные волосы вокруг носа называются вибриссами и имеют  иное происхождение.
Усы начинают расти у мальчиков одновременно с началом полового созревания. Здоровые женщины, кастраты, мужчины с некоторыми гормональными отклонениями, как правило, усов не имеют. Усы являются частью общего оволосения лица мужчины.

## История

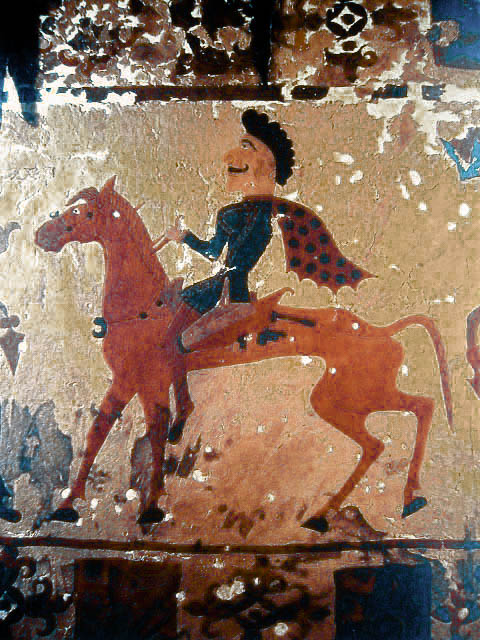
Скифский всадник из страны, в которую вторглись юэчжи, 300 до н. э. Пазырыкская культура

История моды на волосатость лица также демонстрирует определяющее влияние социального фактора на возможность иметь усы, на допустимые фасоны усов, на отношение к ним со стороны общества.
Во многих из древних цивилизаций (Древний Египет, Древняя Греция, Древний Рим и пр. Исключением является лишь Месопотамия) ношение усов не поощрялось, так как этот атрибут внешнего вида мужчины ассоциировался с животным, варварским происхождением.
Усы в сочетании с бритым подбородком были характерным признаком ираноязычных кочевников раннего средневековья (эфталиты), от которых эта мода перешла к печенегам, казакам и полякам (идеал сарматизма).
Документированная история западноевропейских стран позволяет наблюдать процесс чередования стандартов мужского внешнего вида. В позднее средневековье и ранний Ренессанс (XIV—XV вв.) городским идеалом мужской внешности было выглядеть похожим на юношу в любом возрасте, и мужские лица были бриты. В последующий период (от начала 1500 года до конца Ренессанса) большинство мужчин всех возрастов имели богатые бороды и длинные усы. С началом эпохи барокко (с 1620 г.) борода вышла из моды, приблизительно с 1680 года усы также исчезли, и до начала XIX столетия преобладала модель бритого мужского лица. Фрагментарно мода на ношение усов появляется у военных XVIII века, однако является скорее исключением. Широкое распространение усов среди военных происходит в эпоху Наполеоновских войн. После революций 1848 года в Европе усы и бороды снова стали массовым феноменом, но со второй четверти XX века бритые лица стали распространённым явлением.
Чередование периодов бритости и волосатости мужских лиц как массового феномена мужской моды и мужских предпочтений можно рассматривать в связи с изменением преобладающего в тот или иной исторический период мужского идеала. В эпоху преобладания идеала брутального мужчины в моде присутствуют усы и бороды, поскольку они всегда воспринимаются как яркие признаки и символы тяги к природному началу. Наоборот, с началом перехода общественного сознания к женственному идеалу лица мужчин становятся бритыми, мужские вторичные половые признаки в виде волос на лице удаляются. Преобладающие тенденции всегда типичны для широких слоёв населения вне зависимости от профессии или общественного статуса. Но всегда существуют общественные слои, сохраняющие независимость и преемственность традиции своего внешнего вида.

## Социальная роль
Усы для современного человека выполняют декоративную функцию. Наряду с бородой, наличие усов способствует половой самоидентификации мужчины, выполнению социальной роли, является важным дополнением к имиджу, отражает выбор и предпочтения, факт обладания усами воздействует на духовный и эмоциональный мир мужчины. Являясь заметным массивом волос на лице, усы фокусируют на их обладателе внимание окружающих. На фоне преимущественно безусого общества усатые мужчины выделяются из своего окружения.
В некоторых странах ношение усов подвергается регулированию как со стороны общества, так и со стороны властных структур.
Так, до 1832 года в русской армии и на флоте усы были запрещены для офицеров, кроме офицеров лёгкой кавалерии. При этом нижние чины усы носили. Таким образом, усы позволяли отличить нижнего чина от офицера.
Напротив, в начале XX века в русской армии носить усы должны были все генералы, офицеры, нижние чины и гражданские чиновники.
В Турции определённый тип усов указывал на принадлежность тому или иному политическому течению или партии.
Ношение усов мужчинами обусловлено не только историческим, но и географическим фактором. В разные исторические периоды в разных странах преобладают разные типы мужской внешности. В современном мире к странам, в которых подавляющее большинство мужчин имеет усы и бороды, относятся Мексика, Афганистан, Бангладеш, Индия, Ирак, Пакистан, Саудовская Аравия, Сирия, Чечня как один из регионов России.
В определённые исторические периоды усы являлись элементом моды. Некоторые исторические личности, такие как Марк Твен, Максим Горький, Альберт Эйнштейн, Чарли Чаплин, Семён Будённый, Адольф Гитлер, Иосиф Сталин, Сальвадор Дали, Фредди Меркьюри, Халк Хоган прославились в том числе своими усами.

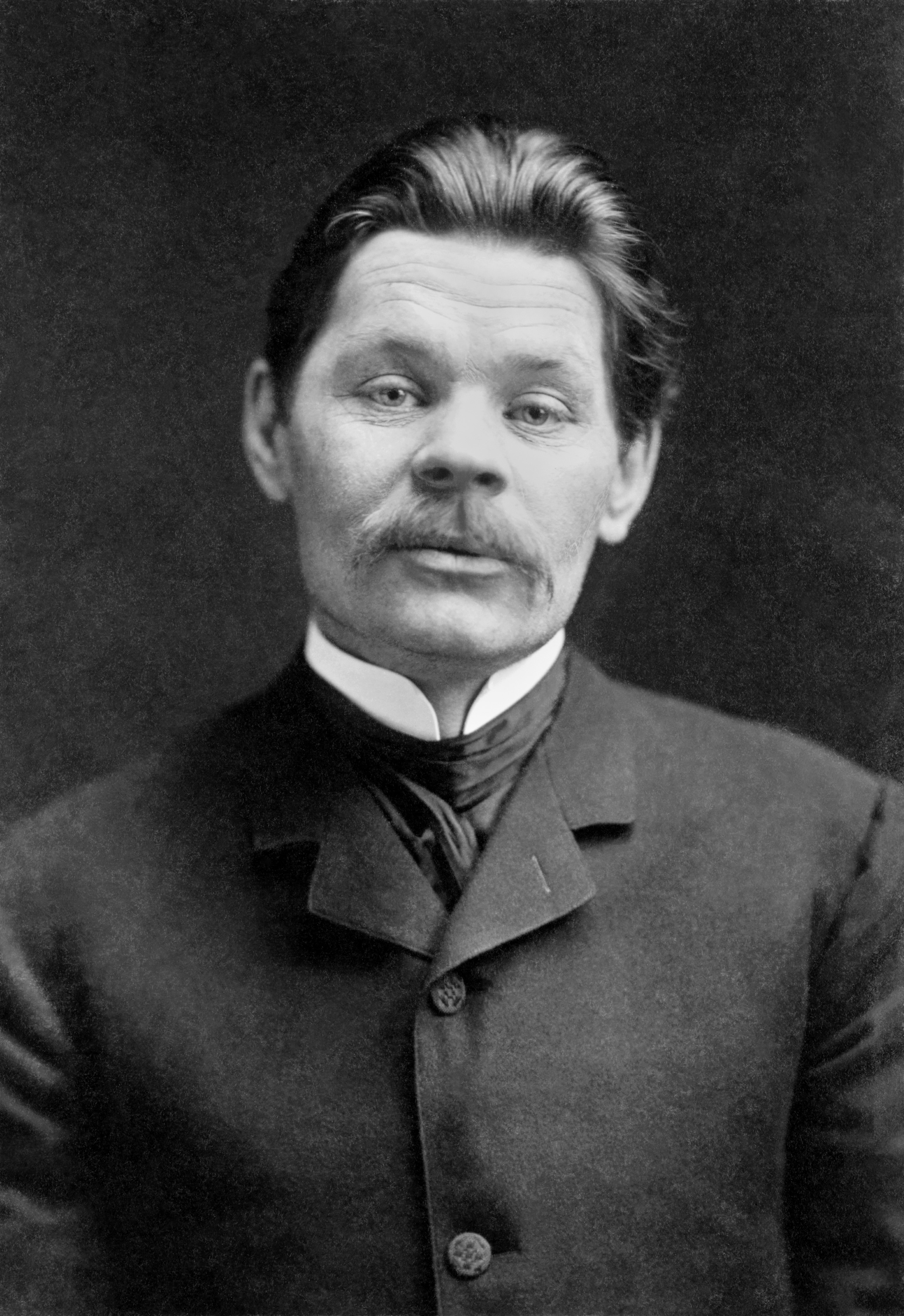
Максим Горький
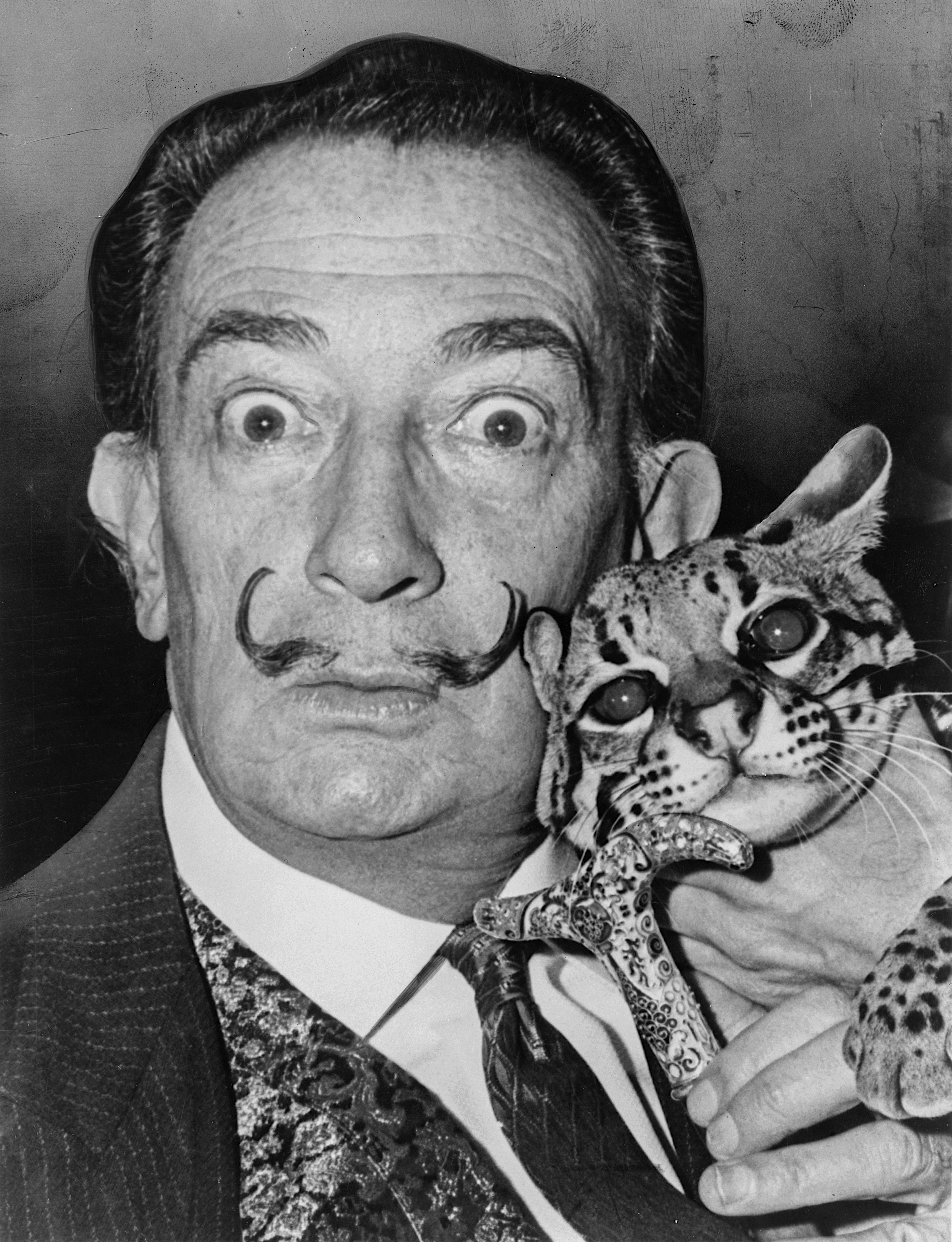
Сальвадор Дали
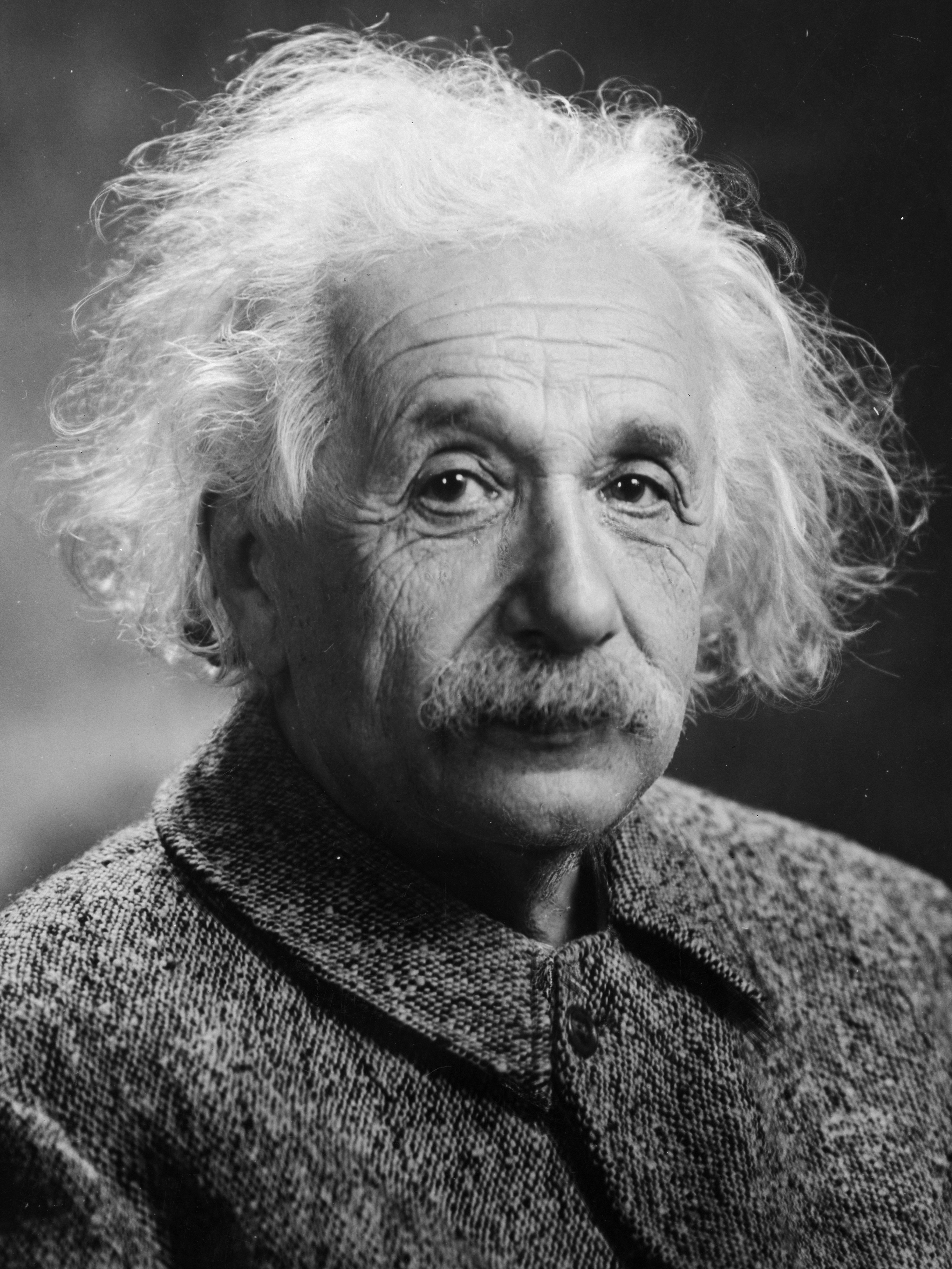
Альберт Эйнштейн
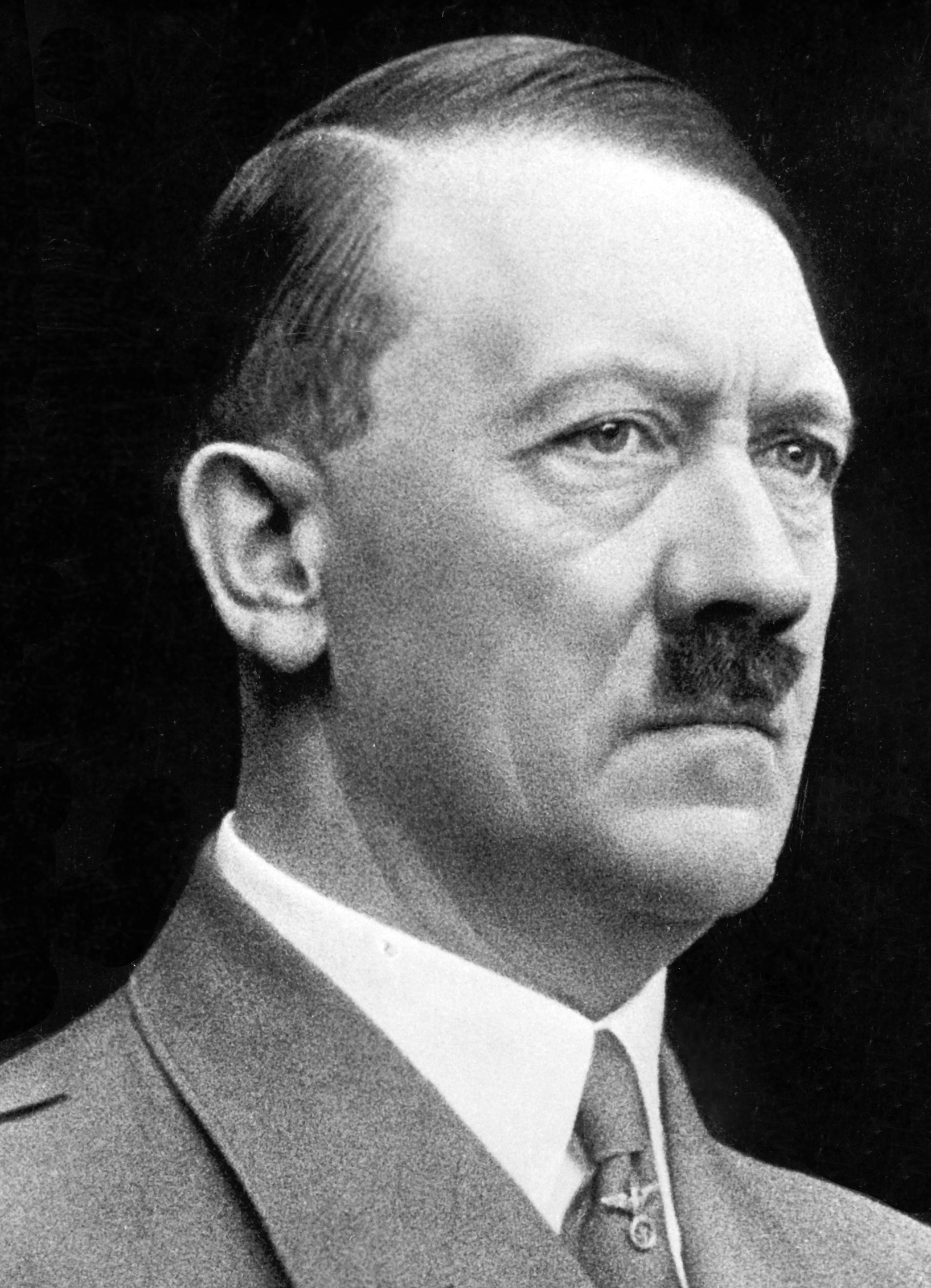
Адольф Гитлер
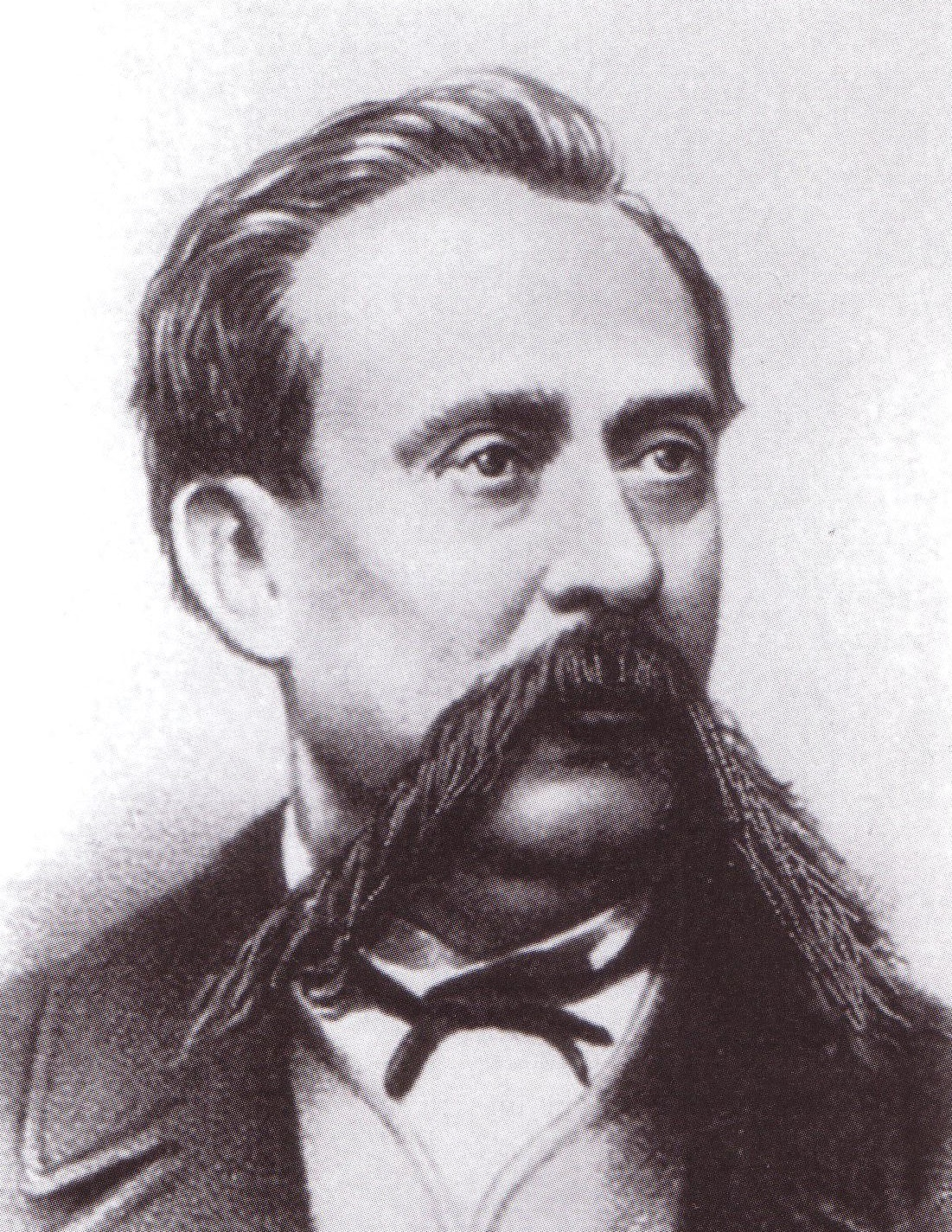
Николай Зинин
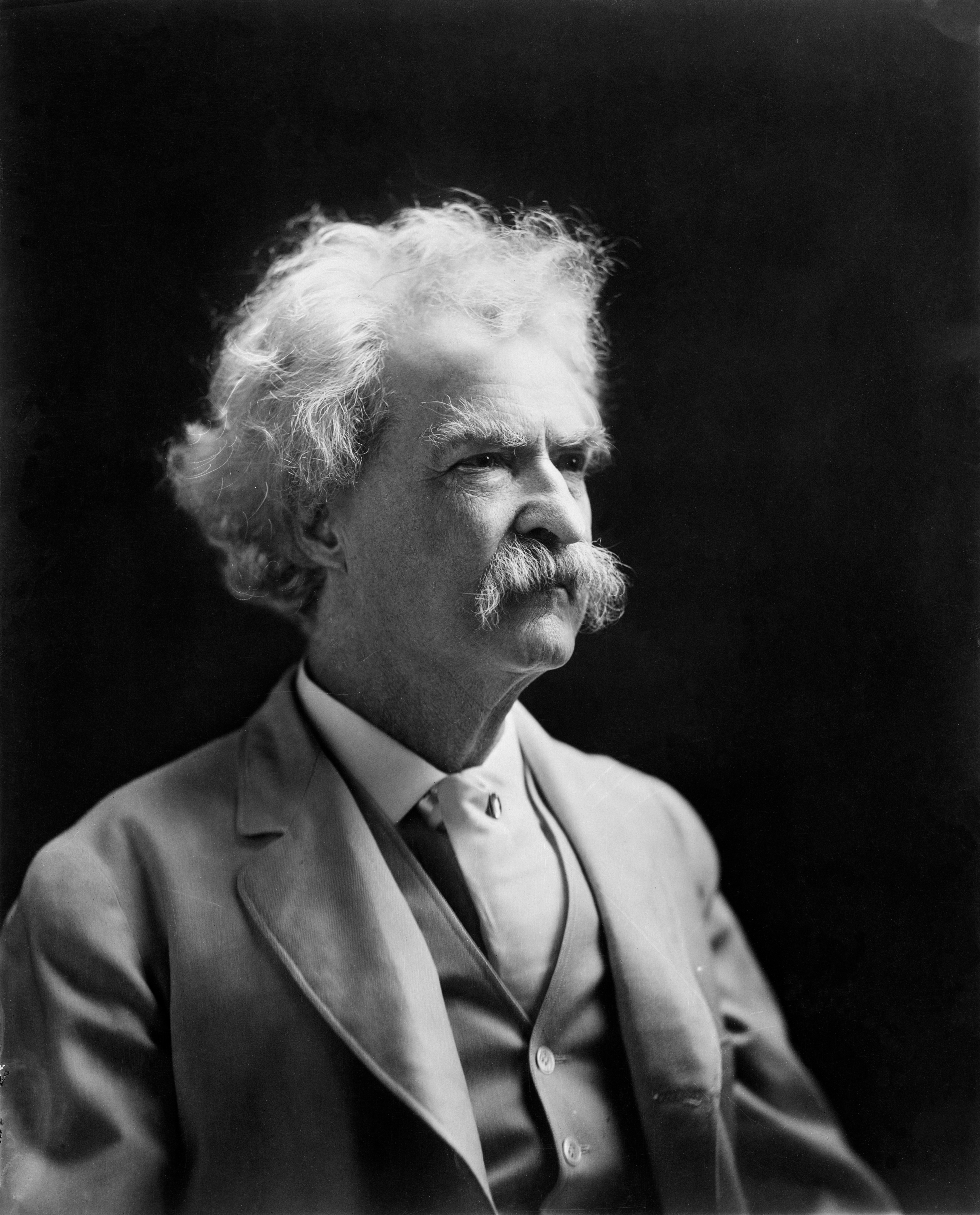
Марк Твен
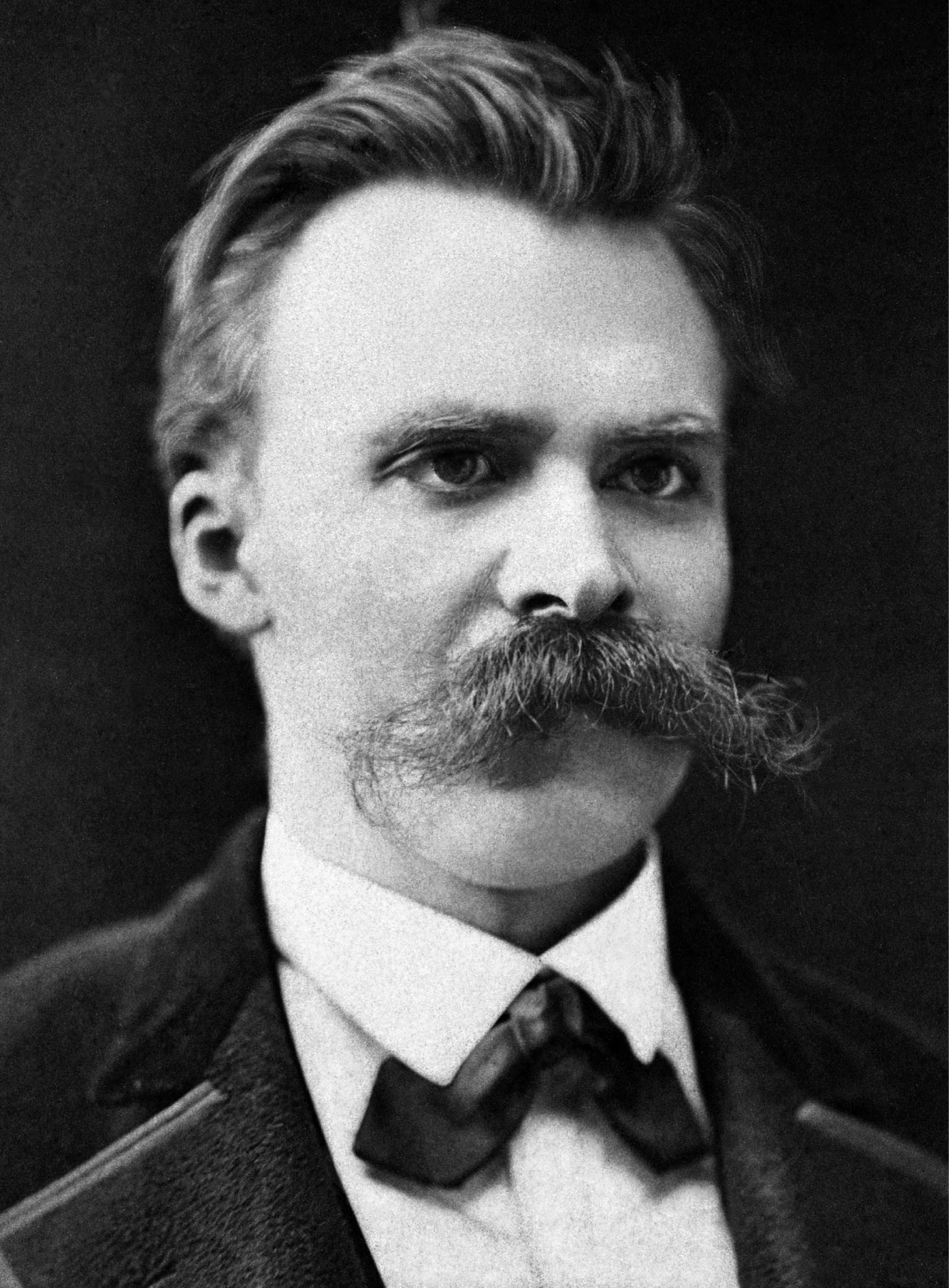
Фридрих Ницше
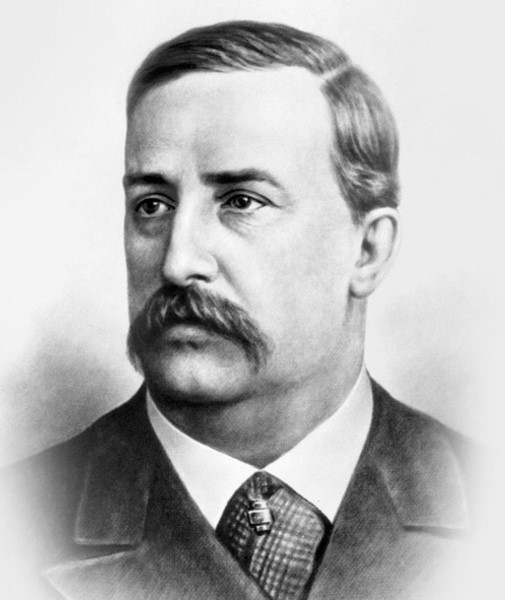
Александр Бородин
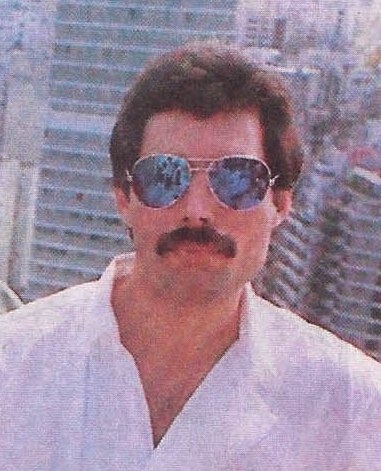
Фредди Меркьюри
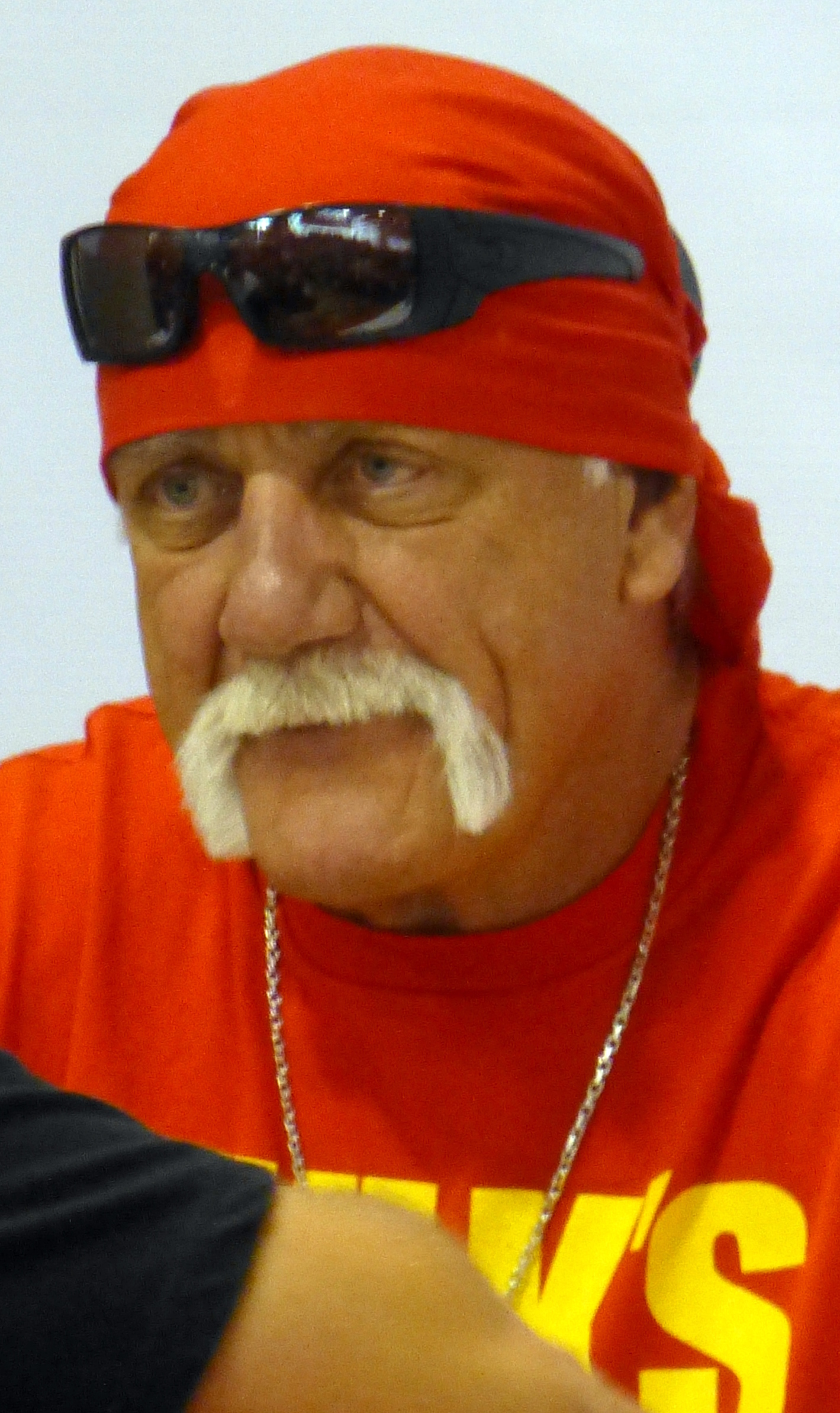
Халк Хоган

Противоборствующая ношению усов мужчинами тенденция — бритость лица.

## Усы у животных

### Млекопитающие
«Усы» у некоторых животных выполняют очень важную сенсорную (обычно осязательную, механочувствительную) функцию. Так, вибриссы у крыс — это один из основных органов чувств. Крысиные вибриссы колеблются с частотой около 8 Гц. Касаясь вибрирующими «усами» окружающих предметов, крыса оценивает своё окружение. В мозге крысы каждому вибриссу соответствует определённая зона, часто называемая бочонком. Одновременно с ритмической пальпацией вибриссами крыса совершает вдохи и выдохи, обнюхивая окружающие предметы.

### Членистоногие
Образования в головной части большинства насекомых и ракообразных. Имеют отличные от волос млекопитающих происхождение и состав.